# فيوليت هوبكينز
فيوليت هوبكينز (بالإنجليزية: Violet Hopkins)‏ هي رسامة أمريكية، ولدت في 1973.